# Going Public
Going Public è un album di Bruce Johnston, pubblicato dall'etichetta discografica Columbia nel maggio 1977.

## Tracce

### Lato A
1. I Write the Songs
2. Deirdre
3. Thank You, Baby
4. Rendezvous

### Lato B
1. Won't Somebody Dance with Me
2. Disney Girls (1957)
3. Rock and Roll Survivor
4. Don't Be Scared
5. Pipeline